# Urani(IV) chloride
Urani(IV) chloride (công thức hóa học: UCl4) là một hợp chất vô cơ của urani trong trạng thái oxy hóa +4. Nó được sử dụng trong quá trình tách đồng vị điện từ (EMIS) làm giàu urani. Đây là một trong những vật liệu chính bắt đầu cho hóa học hữu cơ. 

## Tổng hợp
Urani(IV) chloride được tổng hợp thông qua phản ứng của urani(VI) oxit (UO3) và hexacloropropene. Dung môi UCl4 có thể được hình thành bằng một phản ứng đơn giản của UI4 với hydro chloride trong dung môi hữu cơ.

## Tính chất hóa học

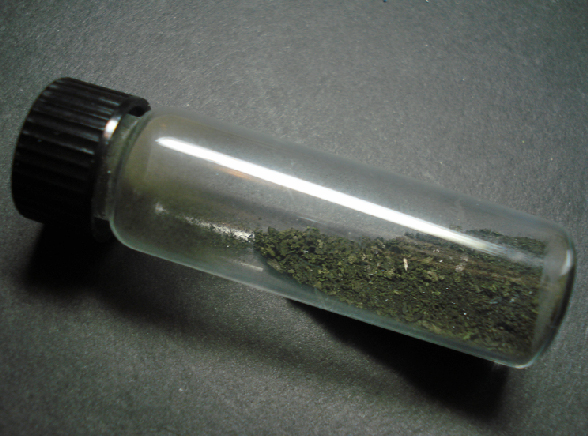
Mẫu UCl_{4}

Urani(IV) chloride là một chất rắn màu xanh lá cây đậm, hút ẩm. Cấu trúc tinh thể cho thấy urani được bao quanh bởi tám nguyên tử clo, bốn ở 264 pm và bốn còn lại ở 287 pm. Phân tử UCl4 là một axit Lewis và tan trong các dung môi có thể hoạt động như các base phi protic Lewis. 

### Sự tan trong các dung môi phức tạp hơn
Khi UCl4 được thêm vào nước, ion urani(IV) hydrat được hình thành.
UCl4 + xH2O → [U(H2O)x]4+ + 4Cl−
(Các ion nước [U(H2O)x]4+, x là 8 hoặc 9) sau đó bị thủy phân mạnh.
[U(H2O)x]4+ ⇌ [U(H2O)x − 1(OH)]3+ + H+
PKa cho phản ứng này là ≈ 1,6, do đó thủy phân chỉ thiếu trong các dung dịch có độ axit 1 mol dm−3 hoặc mạnh hơn (pH < 0). Quá trình thủy phân xảy ra ở pH > 3. Các hợp chất clo của ion aqua có thể được hình thành. Ước lượng giá trị log K cho sự hình thành [UCl]3+ (dd) dao động từ -0,5 đến +3 do khó khăn trong việc xử lý thủy phân đồng thời. 
UCl4 + xROH ⇌ UCl4 − x(OR)x + xHCl
Urani(IV) chloride hòa tan trong các dung môi như tetrahydrofuran, acetonitrile, dimethyl formamide… có thể hoạt động như các base Lewis. Các dung dịch có công thức UCl4Lx được hình thành có thể được cô lập. Dung môi phải hoàn toàn không có nước hòa tan, hoặc thủy phân sẽ xảy ra, với dung môi, proton được giải phóng. 
UCl4 + H2O + S ⇌ UCl3(OH) + SH+ +Cl−
Các phân tử dung môi có thể được thay thế bằng các phối tử khác trong một phản ứng như:
UCl4 + 2Cl− → [UCl6]2−
Dung môi không xuất hiện, cũng giống như khi các phức của các ion kim loại khác được hình thành trong dung dịch nước.
Các dung dịch của UCl4 dễ bị oxy hóa bằng không khí, kết quả là tạo ra phức hợp ion uranyl.

## Hợp chất khác
UCl4 còn tạo một số hợp chất với NH3, như UCl4·2NH3 là chất rắn màu nâu đen, UCl4·8NH3 là chất rắn màu lục, UCl4·11NH3 là tinh thể màu lục hay UCl4·12NH3 là chất rắn màu xám nhạt-trắng với vết màu lục nhạt, D18 ℃ = 2,149 g/cm³. Phức 8 và 12NH3 bị phân hủy bởi nước, tạo ra urani(IV) hydroxide.
UCl4 còn tạo một số hợp chất với N2H4, như UCl4·xN2H4 (x = 6 hoặc 7) là chất rắn màu xám nhạt.